# 平成研究會
平成研究會，現稱為茂木派，是日本自民党内一個主要派系，現任會長为前自由民主党干事长茂木敏充。

## 沿革
現今的平成研究會是起源于由首相佐藤荣作领导的“佐藤派”，1972年改组为由首相田中角荣领导的“田中派”。1987年改组为“经世会”，名稱沿自隋朝王通著作《文中子・禮樂篇》一詞：「皆有經濟之道，謂經世濟民」。
该派曾是自民党内占绝对统治地位的派系，自1972年田中角荣出任自民党总裁和日本首相后，没有获得该派支持的人都无法出任日本首相。1987年改组後，派系由首相竹下登领导。1992年因爆發東京佐川急便事件而分裂，直接导致自民党在次年敗選下台，短暫下野。1995年复兴，先後出了桥本龙太郎、小渊惠三两位首相。但自從2001年桥本龙太郎在黨總裁選舉中敗予清和會的小泉纯一郎后，该派不断受到打击，2005年后议员人数下降到70人（众议院35人，参议院35人）。

## 歷代名稱
- 佐藤派 （正名為「周山會」，1960年代—1972年）
- 田中派 （正名為「七日會」，1972年—1984年）
- 二階堂派（正名為「木曜會」，1984年—1987年）
- 竹下派 （正名為「經世會」，1987年—1996年）
- 小淵派 （正名為「平成政治研究會」，1996年—2000年）
- 橋本派 （正名為「平成研究會」，2000年—2005年）
- 津島派 （正名不變，2005年—2009年）
- 額賀派 （正名不變，2009年—2018年）
- 竹下派 （正名不變，2018年—2021年）
- 茂木派 （正名不變，2021年—）

## 歴代会長
| 1 | 竹下登     | 1985年 - 1987年 |
| 2 | 金丸信     | 1987年 - 1992年 |
| 3 | 小渊惠三   | 1992年 - 1998年 |
| 4 | 綿貫民輔   | 1998年 - 2000年 |
| 5 | 橋本龍太郎 | 2000年 - 2004年 |
| - | 空缺       | 2004年 - 2005年 |
| 6 | 津島雄二   | 2005年 - 2009年 |
| 7 | 額賀福志郎 | 2009年 - 2018年 |
| 8 | 竹下亘     | 2018年 - 2021年 |
| 9 | 茂木敏充   | 2021年 - 2024年 |